# Syndactyla rufosuperciliata
Syndactyla rufosuperciliata е вид птица от семейство Furnariidae.

## Разпространение
Видът е разпространен в Аржентина, Боливия, Бразилия, Еквадор, Парагвай, Перу и Уругвай.